# Bourgondische burgeroorlog
De Bourgondische burgeroorlog was een militair conflict tussen de Bourgondische koningen Gundobad en de Godigisel. De oorlog speelde zich af rond 500 in de voormalige Romeinse provincies Gallia Lugdunesis I en Maxima Sequanorum, waar na de val van het West-Romeinse rijk een Bourgondische staat was ontstaan. De koningen waren broers die ieder een deel bestuurde. Naast de twee broers waren de koningen van de Franken en Visigoten erbij betrokken. 

## Achtergrond
De grondslag voor deze oorlog wordt gezocht in de opvolgingsperikelen na de dood van Gundioc die samen met zijn broer Chilperik I over een machtsbasis beschikte in Gallia Lugdunensis I. Niet Gundiocs zonen, maar Chilperik zette alleen als rex het koningschapschap voort over het Bourgondische volk. Bekend is dat de zonen een vooraanstaande rol in het laat-Romeinse leger speelden. Van hen bereikte Gundobad in Italië de positie magister militum praesentalis, opperbevelhebber van het leger. Het relaas van Gregorius van Tour over de aanvang van de gebeurtenissen is helaas onbetrouwbaar. Hij zet Gundobad ten opzicht van Clovis in een kwaad daglicht en schuift hem de dood van zijn broers Gundomar en Chilperik II in de schoenen. Uit recent onderzoek wordt aangenomen dat deze twee broers al waren overleden toen Chilperik II in 480 overleed en Godegisel en Gundobad de heerschappij deelden. Politieke onrust en onvrede over de territoriale verdeling was mogelijk een krachtige drijfveer voor rivaliteit tussen de overgebleven broers en dit leidde uiteindelijk tot het conflict.

## Verloop

### Frankische interventie
Gundobad beheerste het grootste deel van het Bourgondische grondgebied met residenties in Lyon en Vienne, terwijl zijn broer Godegisel een kleiner gebied controleerde met de hoofdstad Genève. Volgens Gregorius van Tours was Godgisel hier ontevreden over, en vroeg hij de Frankische koning Clovis in het geheim om steun tegen zijn machtigere broer. Als tegenprestatie beloofde hij hem bij succes schattingen en overdracht van gebieden. Samen beraamden zij een plan om Gundobad ten val te brengen. In dit plan bleef Godegisel bevriend met zijn broer om geen argwaan te wekken. In de loop van 500 viel Clovis met zijn leger Gundobad aan op diens grondgebied, waarna deze zich tot zijn broer wendde om hulp en samen marcheerden de broers tegen de indringers. Echter als de drie legers elkaar in de buurt van Dijon ontmoetten sloten de troepen van Godigisel zich aan bij het leger van de tegenstander en moest zijn broer zich alleen verweren. 

### Slag bij Dijon
De verenigde legers versloegen Gundobad, die naar het uiterste zuiden van zijn rijk vluchtte, naar Avignon. Volgens de kroniekschrijver Marius van Avenches vond deze strijd plaats bij Dijon in het jaar 500. Godegisel was tevreden met zijn succes en beschouwde zichzelf als enige koning van het koninkrijk en trok triomfantelijk naar Vienne.

### Beleg van Avignon
Ondanks dat ze de overwinning behaald hadden was de oorlog nog niet beslecht. Clovis rukte alleen verder op en marcheerde naar Avignon om Gundobad gevangen te nemen. De stad werd langdurig belegerd totdat een Romeinse magistraat van de stad en een generaal, Aridius, Clovis ervan wist te overtuigen dat de stad niet kon worden ingenomen. Daarom verzoende Clovis zich met Gundobad vertrok Clovis uit het koninkrijk na een gesprek met Gundobad, die ermee instemde jaarlijks eerbetoon te betalen.

### Gundobads tegenaanval
Gundobad zocht naar een manier om van de onvoordelige vrede met Clovis af te komen en vond deze bij de Aquitaanse Goten die drie jaar daarvoor in oorlog waren geweest met de Franken. Met de Gotische rex Alarik II sloot Gundobad in 501 een bondgenootschap. Verzekerd van diens steun stopte hij met het betalen van het jaarlijkse schattingen en viel zijn broer aan door hem in de stad Vienne te belegeren. Nadat de stad capituleerde, executeerde Gundobad Godegisel en veel van zijn Bourgondische aanhangers, en vestigde zichzelf zo opnieuw als de koning van de Bourgonden.

## Nasleep
Als dank voor zijn hulp schonk Gundobad Avignon aan de Goten en stuurde hem de Frankische krijgsgevangenen. Alarik onmoette daarna Clovis in de buurt van het dorp Amboise, waar Alarik ermee instemde de gevangenen vrij te laten, terwijl Clovis al het Gotische grondgebied teruggaf dat hij nog in handen had. Hoewel niet overgeleverd was Gundobad mogelijk ook betrokken bij deze vrede, die slecht enkele jaren duurde. In de Frankisch-Gotische oorlog uit 507 uitbrak was Gundobad een bondgenoot van Clovis.